# Struthisca hexaspila
Struthisca hexaspila is een vlinder uit de familie van de zakjesdragers (Psychidae). De wetenschappelijke naam van deze soort is voor het eerst voorgesteld als Ctenocompa hexaspila door Edward Meyrick in een publicatie uit 1919.
De soort komt voor in Sri Lanka.